# James Barry (chirurg)
James Miranda Steuart Barry (ur. ok. 1789 w Cork, Irlandia, zm. 25 lipca 1865 w Londynie) – irlandzki chirurg wojskowy w armii brytyjskiej. Barry uzyskał dyplom lekarza medycyny w Szkole Medycznej na Uniwersytecie w Edynburgu, następnie służył najpierw w Kapsztadzie, a później w wielu częściach Imperium Brytyjskiego. Przed przejściem na emeryturę Barry awansował do rangi generalnego inspektora (odpowiednik generała brygady) odpowiedzialnego za szpitale wojskowe, co było drugim co do wielkości stanowiskiem medycznym w armii brytyjskiej. Barry nie tylko poprawił warunki rannym żołnierzom, ale także lokalnym mieszkańcom. Wykonał również pierwsze udokumentowane cesarskie cięcie w Afryce wykonane przez Europejczyka, w którym operację przeżyli matka i dziecko.
Chociaż całe dorosłe życie Barry żył jako mężczyzna, po urodzeniu nadano mu imię Margaret Ann Bulkley i w dzieciństwie funkcjonował jako kobieta. Barry żył jako mężczyzna zarówno w życiu publicznym, jak i prywatnym, przynajmniej częściowo po to, aby zostać przyjętym na studia i móc rozpocząć karierę chirurga. Płeć nadana przy urodzeniu Barry’ego stała się znana opinii publicznej i kolegom wojskowym dopiero po śmierci medyka.

## Wczesne lata
Poza osobistą korespondencją istnieje niewiele źródeł informacji o pozamilitarnych aspektach życia Barry’ego. Skąpe dostępne dowody stanowią szkielet, do którego wielu komentatorów dodało wiele spekulacji. W swoich szczegółowych badaniach nad wczesnym życiem Barry’ego, Michael Du Preez stwierdza, że Barry urodził się w Cork w 1789 r. Data urodzenia oparta jest na opisie wówczas piętnastoletniego dziecka przez panią Bulkley w liście z dnia 14 stycznia 1805 r. Różne inne źródła podają daty urodzenia 1792, 1795, i 1799, ale daty te są prawie na pewno wynikiem tego, że Barry później kłamał na ten temat w oficjalnych dokumentach, aby móc być traktowanym jako mężczyzna.
Barry był drugim dzieckiem (po Johnie) Jeremiaha i Mary-Ann Bulkley i nadano mu imię Margaret Anne. Mary-Ann Bulkley była siostrą Jamesa Barry’ego, znanego irlandzkiego artysty i profesora malarstwa w londyńskiej Royal Academy. W rodzinie pojawiło się również trzecie dziecko – Juliana. Chociaż przedstawiana jest jako siostra Barry’ego, jest prawdopodobne, że była córką Barry’ego (wynik napaści seksualnej w dzieciństwie), ponieważ sprzątaczka, która odkryła płeć Barry’ego podczas układania ciała, stwierdziła, że występowały rozstępy ciążowe.
Nastoletni Barry był kształcony z perspektywą zostania korepetytorem, ale biorąc pod uwagę brak dowodów na jakąkolwiek historię pracy, wydaje się, że Bulkleyowie mieli trudności ze znalezieniem dla Barry’ego odpowiedniego stanowiska. Wydaje się, że spisek wokół idei wstąpienia nastoletniego Barry’ego na uniwersytet zawiązał się między Barrym, Mary-Ann Bulkley i niektórymi wpływowymi, liberalnymi przyjaciółmi zmarłego Jamesa Barry’ego (generałem Francisco de Miranda, doktorem Edward Fryerem, który został osobistym nauczycielem Barry’ego i Danielem Reardonem, prawnikiem rodziny). Wybrano Uniwersytet w Edynburgu, a Mary-Ann i Barry weszli na pokład łodzi w porcie Leith w dniu 30 listopada 1809 r. Od tej chwili Margaret Anne Bulkley stała się Jamesem Barry, siostrzeńcem zmarłego Jamesa Barry RA, irlandzkiego malarza romantycznego i tak pozostała znana przez następne 56 lat.
W liście do Daniela Readona, wysłanym 14 grudnia, Barry poprosił o przekazanie wszelkich listów skierowanych do Margaret Bulkley do Mary-Ann Bulkley (którą Barry nazywa teraz „moją ciotką”) i wspomina, że „...to było bardzo przydatne dla pani Bulkley (mojej ciotki), aby mieć dżentelmena, który zaopiekowałby się nią na pokładzie statku i mieć go w obcym kraju…”. Chociaż list został podpisany „James Barry”, prawnik niedyskretnie napisał na odwrocie koperty „Miss Bulkley, 14 grudnia”; ten kluczowy dowód był tym, który umożliwił badaczom ostateczne potwierdzenie, że Margaret Bulkley i James Barry to ta sama osoba.
Po przybyciu do Edynburga w listopadzie 1809 roku Barry rozpoczął studia w Medical School jako „student literatury i medycyny”. Niski wzrost, wysoki głos Barry’ego, delikatne rysy i gładka skóra doprowadziły wielu do podejrzeń, że Barry był młodym chłopcem, który nie osiągnął dojrzałości płciowej, a Senat uniwersytetu początkowo próbował zablokować podanie Barry’ego na końcowe egzaminy z powodu tej pozornej młodości. Jednak David Erskine (Earl of Buchan), przyjaciel doktora Fryera i zmarłego imiennika Barry’ego, przekonał Senat do ustąpienia i Barry stał się wykwalifikowanym doktorem nauk medycznych w 1812 roku, dedykując pracę swoim patronom. Następnie wrócił do Londynu, zapisując się na semestr jesienny 1812/1813 jako uczeń United Hospitals of Guy’s and St Thomas, gdzie wykładali chirurdzy tacy jak Henry Cline i Astley Cooper. W dniu 2 lipca 1813 roku Barry pomyślnie zdał egzamin w Royal College of Surgeons of England. Według Edwarda Bradforda, który poznał Barry’ego na Jamajce w 1832 roku, wśród wspierających karierę Barry’ego był znany chirurg John Bell; tenże autor wspominał, że Barry miał był bystry i miał dobrą pamięć, znać francuski i łacinę.

## Kariera

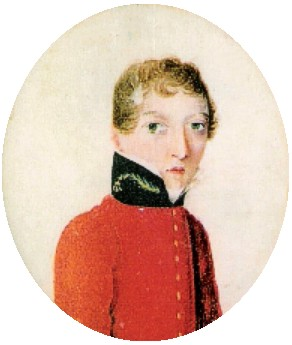
James Barry – miniatura namalowana między 1813 r. a 1816 r.

Po wstąpieniu do armii, Barry został powołany jako asystent szpitala w armii brytyjskiej w dniu 6 lipca 1813 r. Objął stanowisko w Chelsea, a następnie w Królewskim Szpitalu Wojskowym w Plymouth, uzyskując w dniu 7 grudnia 1815 r. awans na asystenta chirurga sił zbrojnych, równoważny porucznikowi.
Po tym szkoleniu wojskowym Barry został wysłany do Kapsztadu w 1816 roku. Dzięki wsparciu lorda Buchana, Barry miał list polecający do gubernatora, generała porucznika lorda Charlesa Henry’ego Somerseta. Po udanym, wręcz spektakularnym wyleczeniu chorej córki lorda, Barry został przyjęty do rodziny, utrzymywał bliską przyjaźń z gubernatorem i został jego osobistym lekarzem. W 1822 roku Somerset mianował Barry’ego inspektorem medycyny kolonialnej.
W ciągu dziesięciu lat pracy na Przylądku Barry dokonał znaczących zmian, między innymi jeśli chodzi o usprawnienie systemów sanitarnych i wodnych, poprawę warunków dla niewolników, więźniów i osób chorych psychicznie oraz zapewnienie schronienia dla społeczności trędowatych.
Barry wykonał również jedno z pierwszych znanych udanych cięć cesarskich, w którym zarówno matka, jak i dziecko przeżyły. Noworodek został ochrzczony jako James Barry Munnik na cześć Barry’ego, a imię było dalej przekazywane przez rodzinę: m.in. imię Barry’ego nosił późniejszy premier RPA JBM Hertzog.
James Barry zyskiwał także grono wrogów, krytykując lokalnych urzędników i ich załatwianie spraw medycznych, ale przewaga bliskich relacji z gubernatorem oznaczała, że reperkusje tych głoszonych jawnie poglądów były zwykle łagodzone.
Barry został awansowany do stopnia Chirurga Sił Zbrojnych w dniu 22 listopada 1827 r. i oddelegowany na Mauritius w 1828 r. W 1829 r. Barry ryzykował swoją karierą, wracając bez pozwolenia do Anglii, by leczyć chorego Somerseta. Pozostał tam aż do śmierci lorda w 1831 r., a w zachowanych relacjach nazywał go ...kimś więcej niż ojcem – moim nieomal jedynym przyjacielem.
Następnie Barry został oddelegowany na Jamajkę; tam w 1832 spotkał E. Bradforda, który opisał go jako „wzrostu ledwie pięć stóp, o głosie starej kobiety; starał się zwrócić na siebie uwagę nosząc najdłuższą szablę i największe ostrogi, jakie można było dostać”. W 1836 r. oddelegowano go na wyspę Świętej Heleny. Tam, w wyniku starcia się z innym chirurgiem wojskowym, doszło do aresztowania Barry’ego i postawienia go przed sądem wojennym pod zarzutem „postępowania niezgodnego z charakterem oficera i dżentelmena”. Barry został uznany za niewinnego i honorowo uwolniony. Według Bradforda, Barry był bardzo miły i potrafił żartować z siebie, gdy traktowano go z szacunkiem, ale był czuły na swoim punkcie i żądny władzy i uznania; gdy poczuł się urażony, wybuchał wielkim gniewem, bez względu na to, z kim miał do czynienia. Takie awantury miały doprowadzić do odesłania go z Wyspy Św. Heleny do domu. Bradford twierdził, że Barry miał wysoko postawionych protektorów, którzy dbali o jego karierę mimo tego, że obowiązki swe pełnił w sposób dość nieregularny: przykładowo, gdy otrzymał rozkaz, którego nie chciał wykonać, kładł się do łóżka i płakał, aż „zagrożenie minęło” – by potem skarżyć się przełożonym na swoich „prześladowców” i przedstawiać się jako pokrzywdzony. Tenże autor twierdził, że Barry sam wyśmiewał swoje umiejętności medyczne i przechwalał się, że nie przepracował w szpitalu ani dnia.
W 1840 roku Barry został wysłany do Indii Zachodnich, gdzie skupiał się na medycynie, zarządzaniu i poprawianiu warunków żołnierzy, a także otrzymał awans na głównego oficera medycznego. W 1845 roku Barry zachorował na żółtą febrę i w październiku wyjechał do Anglii na zwolnienie chorobowe. Po uzyskaniu zgody na pełnienie obowiązków, Barry został wysłany na Maltę w 1846 roku, gdzie zmagał się z epidemią cholery, która wybuchła w 1850 r.

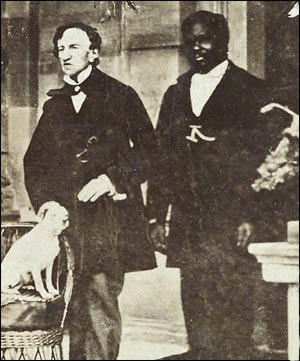
James Barry ze swoim służącym, Johnem Josephem Dansonem oraz psem Psyche. Fot. z ok. 1850 r.

Następnie, w r. 1851, razem z awansem na stanowisko zastępcy generalnego inspektora szpitali (równoważny podpułkownikowi) w dniu 16 maja, otrzymał też przydział na Korfu, gdzie udzielał pomocy ofiarom wojny krymskiej. W ramach urlopu odwiedził Krym, gdzie spotkał Florence Nightingale, która w późniejszych wspomnieniach określiła go jako „najbardziej zatwardziałe stworzenie, jakie kiedykolwiek spotkała”. W końcu, w 1857 roku Barry został oddelegowany do Kanady i 25 września (późniejsze zatwierdzenie w dniu 7 grudnia 1858 r.) nadano mu miejscowy stopień generalnego inspektora szpitali (odpowiednik generała brygady). Piastując to stanowisko Barry walczył o lepsze pożywienie, warunki sanitarne i odpowiednią opiekę medyczną dla więźniów i trędowatych, a także żołnierzy i ich rodzin.
Wszędzie tam, gdzie Barry służył w całym Imperium Brytyjskim, poprawiano warunki sanitarne, warunki życia i dietę zarówno zwykłych żołnierzy, jak i innych niedostatecznie reprezentowanych grup. Barry był oburzony niepotrzebnym cierpieniem i przyjmował surowe i czasami nietaktowne podejście w stawianych innym żądaniach ulepszeń dla biednych i upośledzonych, co często wywoływało gniew ze strony urzędników i oficerów wojskowych. Barry był kilkakrotnie aresztowany i zdegradowany za skrajność takiego zachowania. Miał także surowe i niezwykle nowoczesne poglądy na temat odżywiania, będąc całkowicie wegetarianinem i abstynentem. Bardzo lubił zwierzęta domowe, szczególnie ukochanego pudla o imieniu Psyche.
Dramaturg Jean Binnie w radiowej audycji Doctor Barry (BBC, 1982) zidentyfikował Johna Josepha Dansona jako służącego, którego Barry zatrudnił po raz pierwszy w Afryce Południowej i który pozostał z Barrym aż do śmierci lekarza.

## Śmierć
Pomimo protestów, Barry został zmuszony przez władze wojskowe do odejścia 19 lipca 1859 roku z powodu złego stanu zdrowia i podeszłego wieku. Po spokojnej emeryturze w Londynie, Barry ostatecznie zmarł na czerwonkę 25 lipca 1865 r. Przez całe lata Barry nigdy nie wpuszczał nikogo do pokoju podczas rozbierania się i powtarzał stałą instrukcję, że „w przypadku jego śmierci należy zastosować surowe środki ostrożności, aby uniemożliwić jakiekolwiek badanie jego osoby” oraz że ciało powinno zostać „pochowane w prześcieradłach bez dalszej kontroli”.
Kwestionowana jest tożsamość kobiety, która odkryła prawdę o płci biologicznej Barry’ego, ale prawdopodobnie była ona sprzątaczką, która również wydawała ciała zmarłych. Po tym, jak nie udało się jej uzyskać zapłaty za swoje usługi, sprzątaczka szukała zadośćuczynienia w inny sposób: odwiedziła lekarza Barry’ego, majora D. R. McKinnona, który wydał akt zgonu, na podstawie którego zidentyfikowano Barry’ego jako mężczyznę. Kobieta twierdziła, że ciało Barry’ego było biologicznie żeńskie i miało ślady sugerujące, że Barry w pewnym momencie urodził dziecko. Kiedy McKinnon odmówił jej zapłaty, zaniosła artykuł do prasy i sprawa stała się publiczna. Zostało to omówione w wymianie listów między George’em Grahamem z General Register Office i dr McKinnonem.
Po upublicznieniu sprawy wiele osób twierdziło, że „wiedziało o niej od zawsze”. Armia brytyjska, starając się uciszyć tę historię, zapieczętowała wszystkie zapisy Barry’ego na następne 100 lat. Historyczka Isobel Rae uzyskała dostęp do akt wojskowych w latach pięćdziesiątych i doszła do wniosku, że malarz James Barry był rzeczywiście wujem Barry’ego. Barry został pochowany na cmentarzu Kensal Green, z kamiennym nagrobkiem opatrzonym napisem: „dr James Barry Inspector General of Hospitals”. Kilka źródeł twierdziło, że służący chirurga wrócił na Jamajkę, ale jego rzeczywisty los jest nieznany.